# Bosc-Édeline
Bosc-Édeline är en kommun i departementet Seine-Maritime i regionen Normandie i norra Frankrike. Kommunen ligger i kantonen Buchy som tillhör arrondissementet Rouen. År 2022 hade Bosc-Édeline 371 invånare.

## Befolkningsutveckling
Antalet invånare i kommunen Bosc-Édeline
| Referens: INSEE |